# Alla Cherkasova
Alla Cherkasova (født 5. maj 1989) er en ukrainsk bryder.
Hun repræsenterede Ukraine ved sommer-OL 2016 i Rio de Janeiro, hvor hun blev elimineret i første runde.
Under sommer-OL 2020 i Tokyo, som blev afholdt i 2021, tog hun bronze.